# غيليس سونا
غيليس سونا (بالفرنسية: Gilles Sunu) (30 مارس 1991 فرنسا - ) هو لاعب كرة قدم فرنسي، يلعب كمهاجم.

## وصلات خارجية
غيليس سونا على موقع الاتحاد الدولي (مؤرشف)  (الإنجليزية)
- غيليس سونا على موقع اتحاد تركيا (لاعب) (الإنجليزية)
- غيليس سونا على موقع رابطة كرة القدم الفرنسية للمحترفين (الإنجليزية)
- غيليس سونا على موقع إي إس بي إن إف سي (الإنجليزية)
- غيليس سونا على موقع قاعدة بيانات كرة القدم.إي يو (الإنجليزية)
- غيليس سونا على موقع ليكيب (الفرنسية)
- غيليس سونا على موقع ناشيونال فوتبول تيمز (الإنجليزية)
- غيليس سونا على موقع Soccerbase.com (لاعب) (الإنجليزية)
- غيليس سونا على موقع Soccerway.com (الإنجليزية)
- غيليس سونا على موقع عالم كرة القدم.نت (الإنجليزية)